# Ted Drury
Theodore Evans „Ted“ Drury (* 13. September 1971 in Boston, Massachusetts) ist ein ehemaliger US-amerikanischer Eishockeyspieler, der im Verlauf seiner aktiven Karriere zwischen 1989 und 2007 unter anderem 428 Spiele für die Calgary Flames, Hartford Whalers, Ottawa Senators, Mighty Ducks of Anaheim, New York Islanders und Columbus Blue Jackets in der National Hockey League (NHL) auf der Position des Centers bestritten hat. Drury, der US-amerikanischen Nationalmannschaft unter anderem an zwei Olympischen Winterspielen teilnahm, absolvierte zudem mit der 264 Partien für die Hamburg Freezers, Kassel Huskies und Krefeld Pinguine in der Deutschen Eishockey Liga. Sein jüngerer Bruder Chris und sein Sohn Jack waren bzw. sind ebenfalls professionelle Eishockeyspieler und in der NHL aktiv.

## Karriere
Drury studierte von 1989 bis 1993 an der Harvard University und ging parallel für deren Universitätsmannschaft in der National Collegiate Athletic Association (NCAA) aufs Eis. Unterbrochen wurde dieser Aufenthalt durch ein einjähriges Gastspiel in der Saison 1991/92 beim US-amerikanischen Nationalteam. Insgesamt absolvierte er 74 Partien für Harvard, kam dabei auf 49 Tore und 72 Vorlagen für 131 Punkte. Während seines Aufenthalts beim Nationalteam – den er im Anschluss an sein letztes Collegejahr noch für elf Partien fortsetzte – sammelte er in 64 Spielen 39 Scorerpunkte. Bereits vor seinem ersten NCAA-Jahr hatten ihn die Calgary Flames aus der National Hockey League (NHL) nach einer überzeugenden High-School-Karriere mit 56 Toren und 115 Punkten aus 49 Spielen in der zweiten Runde beim NHL Entry Draft 1989 an insgesamt 42. Position ausgewählt. Drury gelang im Verlauf der Saison 1993/94 der Sprung in den NHL-Kader der Flames. In seiner Rookiesaison erzielte er in 34 Spielen fünf Tore und sieben Assists für zwölf Punkte. Im März 1994 wurde er als Teil eines Tauschgeschäfts gemeinsam mit Gary Suter und Paul Ranheim im Austausch für Michael Nylander, Zarley Zalapski und James Patrick an die Hartford Whalers abgegeben. Dort fügte er in derselben Spielzeit noch einmal 16 Partien mit einem Tor und sechs Punkten hinzu.
Das Spieljahr 1994/95 startete der US-Amerikaner aufgrund des verspäteten Beginns der NHL-Saison wegen des Lockouts im Farmteam bei den Springfield Falcons in der American Hockey League (AHL), wurde jedoch nach zwei Spielen mit Springfield mit einem Assist in den NHL-Kader der Whalers berufen. In der verkürzten Saison absolvierte Drury 34 Partien mit drei Toren und neun Punkten. Letztlich schaffte er bei den Whalers den Durchbruch nicht, sodass er beim Waiver Draft im Oktober 1995 ungeschützt blieb. Dadurch sicherten sich die Ottawa Senators seine Dienste. Für die Senators stand der Stürmer in 42 Spielen auf dem Eis, in denen er neun Tore und 16 Punkten verbuchte. Anfang Oktober 1996 wurde er gemeinsam mit den Rechten an Verteidiger Marc Moro im Austausch für Jason York und Shaun Van Allen zu den Mighty Ducks of Anaheim transferiert. Über die folgenden drei Jahre kam er jeweils auf mindestens 73 Einsätze. Insgesamt absolvierte er bis zum Sommer 1999 235 Spiele inklusive Playoffs für die Mighty Ducks. Dabei gelangen ihm 21 Tore und 46 Punkte. Außerdem hatte er in der dritten bis vierten Reihe viele Defensivaufgaben zu verrichten und zeigte sich als guter Bullyspieler. Im Spieljahr 1999/2000 endete sein Aufenthalt an der Westküste und Drury zog nach elf Spielen (ein Tor, zwei Punkte) in den Osten zu den New York Islanders. Diese gaben im Tausch Tony Hrkac und Dean Malkoc ab.
In New York absolvierte er weitere 55 Partien, kam dabei jedoch über ein Tor und drei Punkte nicht hinaus. So kam es, dass er im NHL Expansion Draft 2000 erneut ungeschützt blieb und das neu gegründete Franchise der Columbus Blue Jackets sich seine Rechte sicherte. Bei den Blue Jackets jedoch kam er nicht zurecht. Letztlich reichte es nur noch für ein weiteres NHL-Spiel. Die restliche Spielzeit verbrachte er bei den Chicago Wolves, dem Farmteam der Jackets, in der International Hockey League (IHL). Dort konnte er in 68 Einsätzen 21 Tore und 42 Punkte erzielen. Hinzu kamen 14 Spielen mit fünf Toren und neun Punkten in den Playoffs. Nach Ablauf seines Vertrages unterschrieb der Offensivakteur im Sommer 2001 als Free Agent einen Kontrakt bei den New Jersey Devils. Beim Spitzenteam von der Ostküste schaffte er es nicht in den Kader und wurde ins Farmteam zu den Albany River Rats geschickt. Für die Albany River Rats spielte er 51 Spiele mit acht Toren und 18 Punkten, ehe die Devils ihn im Tausch gegen Mike Rucinski an die Carolina Hurricanes abgaben. Auch bei den Hurricanes kam er lediglich im Farmteam bei den Lowell Lock Monsters zum Einsatz, wo er in 21 Partien inklusive Playoffs sechs Tore und 16 Punkte erzielte.
Zur folgenden Spielzeit entschied sich der US-Amerikaner für ein Engagement in Europa und einigte sich mit den Hamburg Freezers aus der Deutschen Eishockey Liga (DEL) auf ein Vertragsverhältnis. Im Verlauf der Saison 2002/03 absolvierte der Stürmer inklusive Playoffs 57 Spiele, wobei Drury 16 Tore und 40 Punkte für das Team von der Elbe erzielte. Nach Saisonende wechselte er innerhalb der DEL zu den Kassel Huskies. Bei dem Team aus Nordhessen blieb der US-Amerikaner für zwei Jahre, konnte den Abstieg in die Zweitklassigkeit aber nicht verhindern. In insgesamt 103 Spielen für die Nordhessen kam er auf 26 Tore und 57 Punkte. Zur Saison 2005/06 wechselte er zu den Krefeld Pinguinen. Dort beendete Drury nach der Spielzeit 2006/07 seine aktive Karriere im Alter von 35 Jahren.

### International
Auf internationaler Ebene vertrat Drury sein Heimatland bei zahlreichen Turnieren. So bestritt er im Juniorenbereich die Junioren-Weltmeisterschaften 1990 in Finnland und 1991 in der kanadischen Provinz Saskatchewan, wobei er das Team im Jahr 1991 als Mannschaftskapitän anführte.
Über die Junioren-Weltmeisterschaften empfahl sich der Stürmer auch für die A-Nationalmannschaft. Nachdem er bereits einen Großteil der Saison 1991/92 im US-amerikanischen Eishockeyverband USA Hockey verbracht hatte, nahm er an den Olympischen Winterspielen 1992 im französischen Albertville teil. zwei Jahre später stand er auch bei den Olympischen Winterspielen 1994 im norwegischen Lillehammer im Kader. Darüber hinaus bestritt Drury die Weltmeisterschaften der Jahre 1993, 1998 und 2003. Bei keinem der Turniere landeten die US-Amerikaner in den Medaillenrängen.

## Erfolge und Auszeichnungen
| - 1990 ECAC All-Rookie Team - 1993 ECAC Player of the Year - 1993 ECAC First All-Star Team | - 1993 NCAA East First All-American Team - 2004 Teilnahme am DEL All-Star Game - 2006 Teilnahme am DEL All-Star Game |

## Karrierestatistik

### International
Vertrat die USA bei:
| - Junioren-Weltmeisterschaft 1990 - Junioren-Weltmeisterschaft 1991 - Olympischen Winterspielen 1992 - Weltmeisterschaft 1993 | - Olympischen Winterspielen 1994 - Weltmeisterschaft 1998 - Weltmeisterschaft 2003 |

(Legende zur Spielerstatistik: Sp oder GP = absolvierte Spiele; T oder G = erzielte Tore; V oder A = erzielte Assists; Pkt oder Pts = erzielte Scorerpunkte; SM oder PIM = erhaltene Strafminuten; +/− = Plus/Minus-Bilanz; PP = erzielte Überzahltore; SH = erzielte Unterzahltore; GW = erzielte Siegtore; 1 Play-downs/Relegation; Kursiv: Statistik nicht vollständig)